# Розділ Британської Індії

Мапа Британської Індії перед незалежністю в 1947 році. Князівства зафарбовані жовтим, провінції — іншими кольорами

Розділ Британської Індії (англ. Partition of India, гінді हिन्दुस्तान की तक़्सीम, урду ہندوستان کی تقسیم) — розділ Британської Індії в останні дні її існування, що призвів до утворення, відповідно 14 і 15 серпня 1947 року, незалежних держав Домініон Пакистан (пізніше Ісламська Республіка Пакистан і Бангладеш) та Індійський Союз (пізніше Індійська Республіка). Розділ включав розділ провінцій Бенгал, Пенджаб та деяких інших територій та організацій Британської Індії, включаючи армію, адміністрацію (Indian Civil Service) і казну та транспорт. Розділ проходив згідно з Актом незалежності Індії.
Усі князівства Британської Індії, що мали самостійно вирішити свою долю (тобто перейти до Індії, Пакистану або отримати незалежність), увійшли до складу однієї з країн, хоча з трьома з них виникли проблеми. Найбільшу проблему спричинило князівство Джамму та Кашмір, розділ якого викликав війну та не є остаточно вирішеним досі.
До розділу Британської Індії не входить відділення Бангладешу від Пакистану 1971 року та відокремлення Бірми і Шрі-Ланки (Цейлона) і Мальдівів, що відбулися в інші часи.
Унаслідок розділу було переселено близько 12,5 млн осіб, а до мільйона втратили життя.

## Вірування у 1909

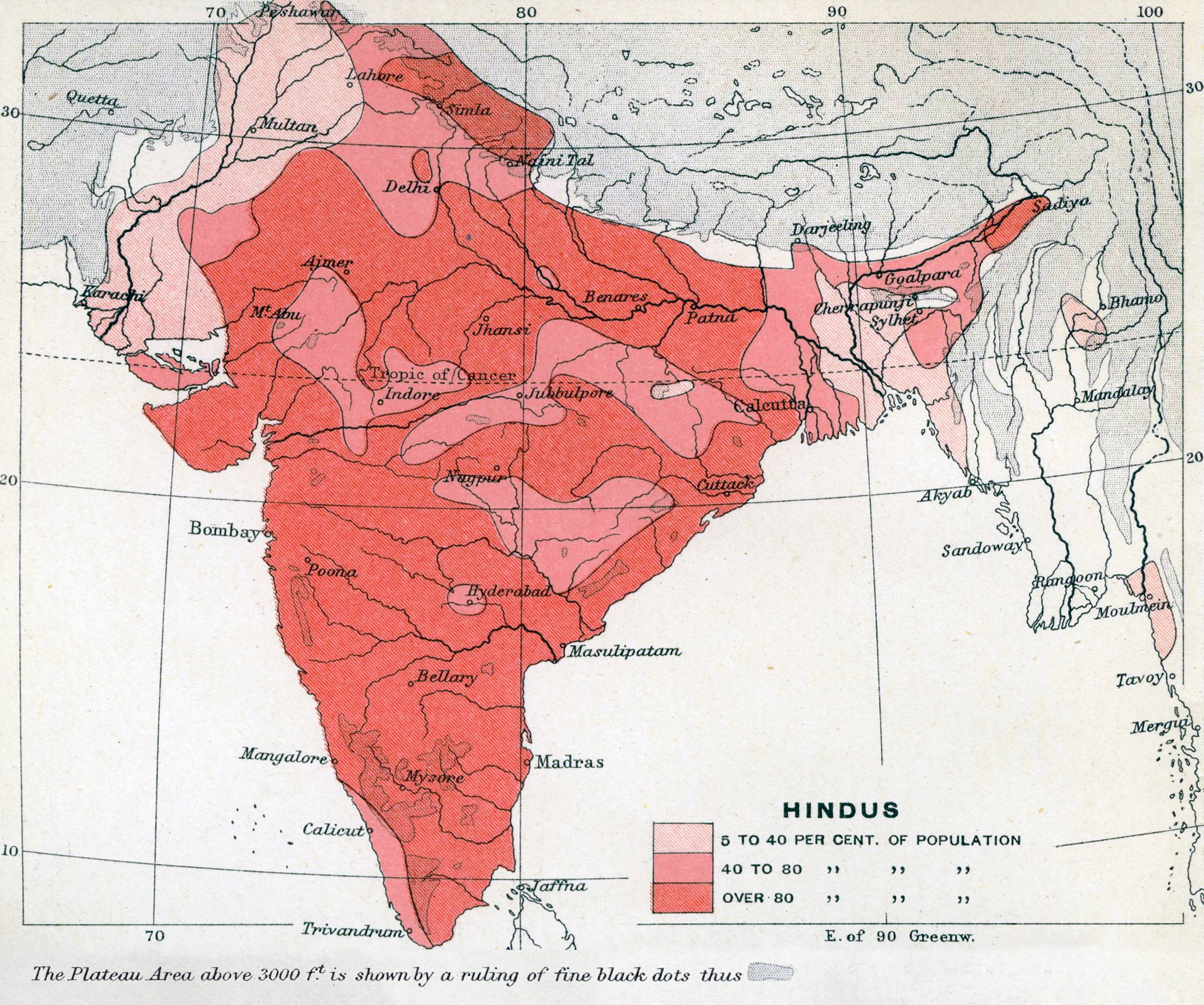
Відсоток індуїстів, 1909
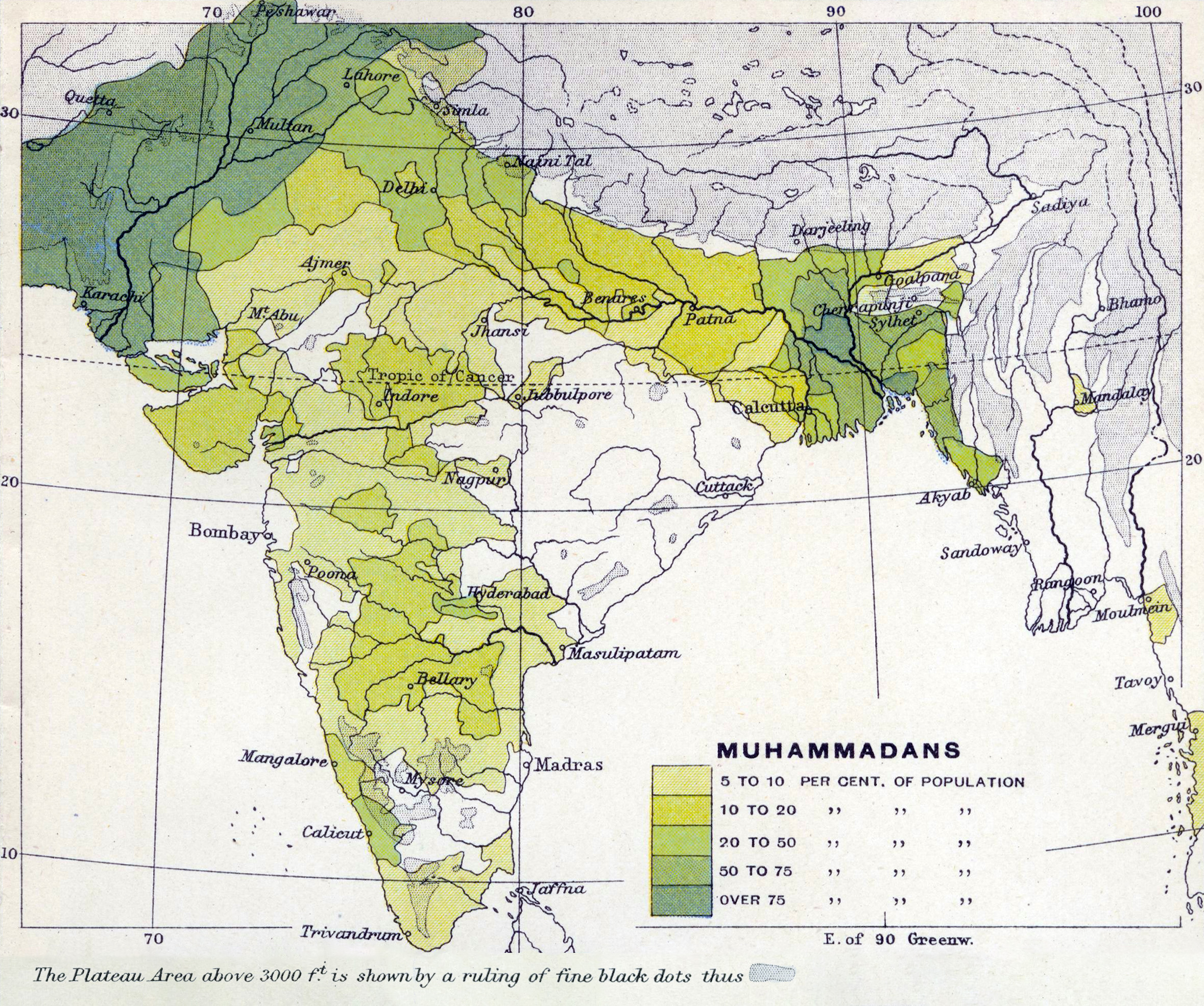
Відсоток мусульман, 1909
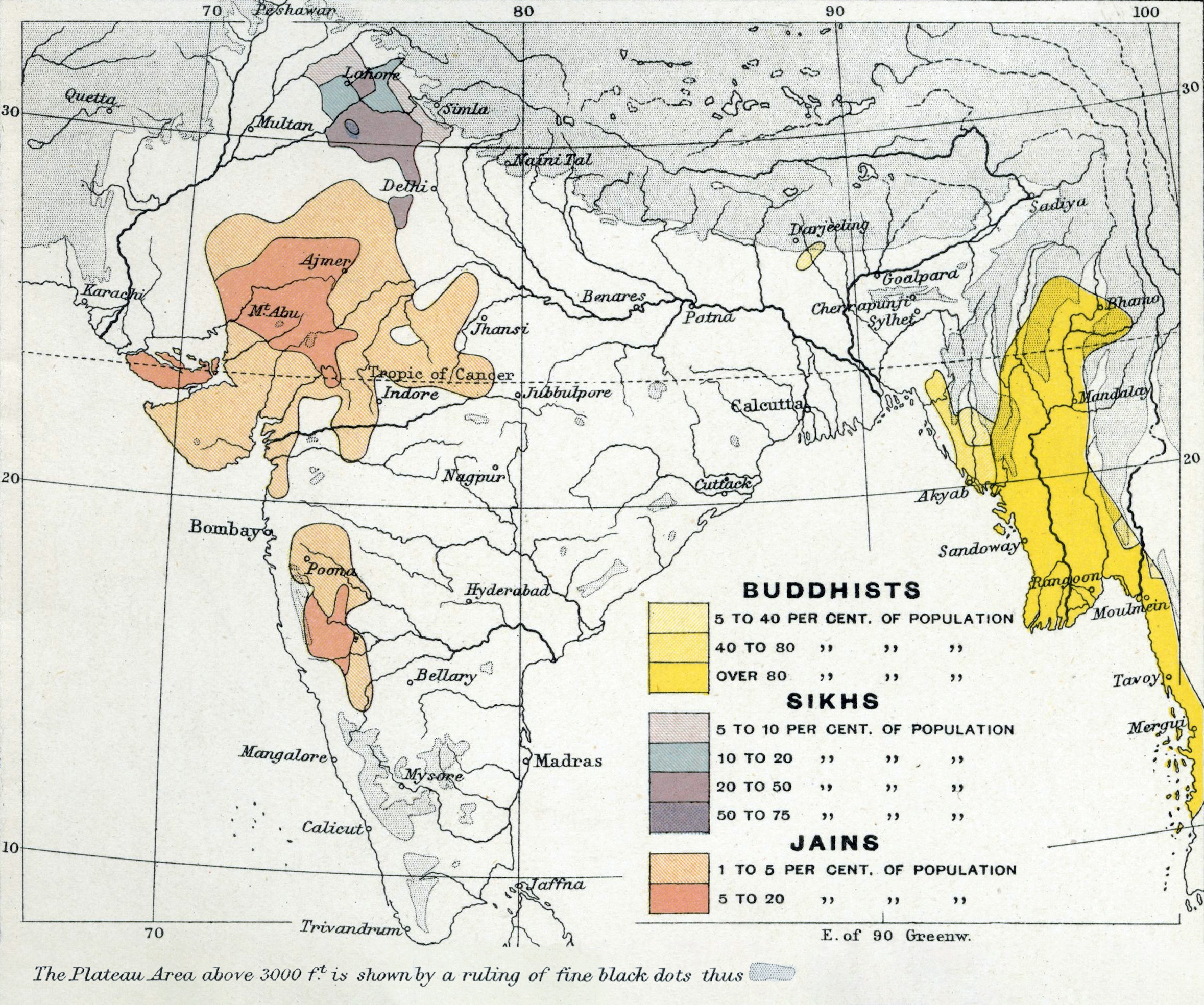
Відсоток сикхів, будистів і джайнів, 1909